# Bayer (francuski gimnastyk)
Bayer – nieznany z imienia francuski gimnastyk, który wystąpił na Letnich Igrzyskach Olimpijskich 1900.

## Kariera sportowa
Podczas tych igrzysk startował w jedynej rozegranej konkurencji gimnastycznej – wieloboju indywidualnym mężczyzn. Na tę konkurencję składało się 16 ćwiczeń, za które można było zdobyć 320 punktów (20 za każdą konkurencję). Zawodnik ten zdobył jedynie 145 punktów, co w łącznym zestawieniu uplasowało go na przedostatnim 132. miejscu wśród zawodników sklasyfikowanych (dwóch nie ukończyło zawodów).